# Papa Bonifacio III
Bonifacio III (Roma, 540 – Roma, 12 novembre 607) è stato il 66º papa della Chiesa cattolica dal 19 febbraio 607 fino alla sua morte.

## Biografia
Figlio di Giovanni Kataandiokes, era romano di nascita, anche se di origine greca. Nonostante il suo papato piuttosto breve egli lasciò un segno importante sulla Chiesa cattolica.
Come diacono Bonifacio impressionò papa Gregorio I, che lo descrisse come "uomo di carattere e fede provati" e nel 603 lo nominò apocrisarius alla corte di Costantinopoli. Fu un periodo importante nella sua vita e lo aiutò a scolpire il suo papato breve ma ricco di eventi. Come apocrisarius Bonifacio diventò stimato consigliere dell'imperatore Foca: circostanza che si rivelò importante quando Gregorio I gli chiese d'intercedere presso l'imperatore per il vescovo Alcisone di Cassiope (sull'isola di Corfù), la cui posizione era stata usurpata dal vescovo Giovanni di Euria (dell'Epiro). Quest'ultimo era fuggito dalla sua diocesi insieme al clero per sfuggire agli attacchi degli Slavi e degli Avari e, avendo trovato sicuro rifugio a Corfù, non intendeva riconoscere il vescovo titolare Alcisone, cercando invece di usurparne l'autorità vescovile. Normalmente un comportamento del genere non sarebbe stato tollerato, ma l'imperatore Foca simpatizzava con Giovanni ed era perciò incline a non intervenire. Alcisone pertanto si appellò a papa Gregorio che lasciò a Bonifacio la soluzione del problema, che fu brillantemente risolto con diplomazia, riuscendo a contentare tutti e mantenendo la fiducia dell'imperatore.

### Pontificato
Sul suo breve pontificato non si hanno molte notizie.
Alla morte di papa Sabiniano, nel febbraio 606, Bonifacio fu eletto suo successore, sebbene il ritorno a Roma da Costantinopoli e il beneplacito imperiale all'elezione fossero stati ritardati di quasi un anno. È tuttora aperto il dibattito sui motivi di un interregno così lungo, forse dovuto alla necessità di consentire a Bonifacio di terminare il suo incarico a Costantinopoli, ma più verosimilmente per qualche problema sorto all'atto dell'elezione; lo stesso Bonifacio potrebbe in tal caso aver insistito affinché la stessa elezione fosse canonicamente corretta e libera e potrebbe pertanto aver rifiutato il papato finché non fosse stato convinto dell'assoluta regolarità della procedura. Questa sua convinzione è ribadita anche da due importanti atti - emessi durante un Concilio tenuto a Roma - che riguardano cambiamenti significativi nella procedura dell'elezione papale, a dimostrazione della seria intenzione di mantenerla libera da ingerenze esterne: il primo fu l'emanazione di un decreto che proibiva a chiunque di prendere accordi sul successore mentre un papa era ancora in vita, pena la scomunica; il secondo fu un ulteriore decreto in cui si stabiliva che nessun passo doveva essere fatto per organizzare le elezioni papali fino a tre giorni dopo il funerale del pontefice.
Un altro atto degno di nota derivò dal suo stretto rapporto con l'imperatore Foca, al quale chiese, ottenendolo, un decreto che stabiliva di nuovo la preminenza della sede di San Pietro Apostolo su tutte le altre Chiese, ribadendo dunque che il titolo di "Vescovo Universale" apparteneva esclusivamente al vescovo di Roma e ponendo fine effettivamente al tentativo di Ciriaco, vescovo di Costantinopoli, che pretendeva di fregiarsene. In realtà il documento imperiale fu un atto esclusivamente politico, in quanto Foca si trovava in aperto contrasto con Ciriaco, e una simile mossa tendeva soprattutto a screditarlo presso la sede di Roma, con la quale in tal modo riusciva anche a mantenere buoni rapporti.
Da un punto di vista giuridico il decreto ribadisce comunque semplicemente l'atto di Giustiniano che, già nel 518, regnante papa Ormisda, riconosceva legalmente il primato del pontificato romano.
Bonifacio III morì il 12 settembre 607 e fu seppellito nella Basilica di San Pietro a Roma.